# Sveriges kontrakt (EELK)

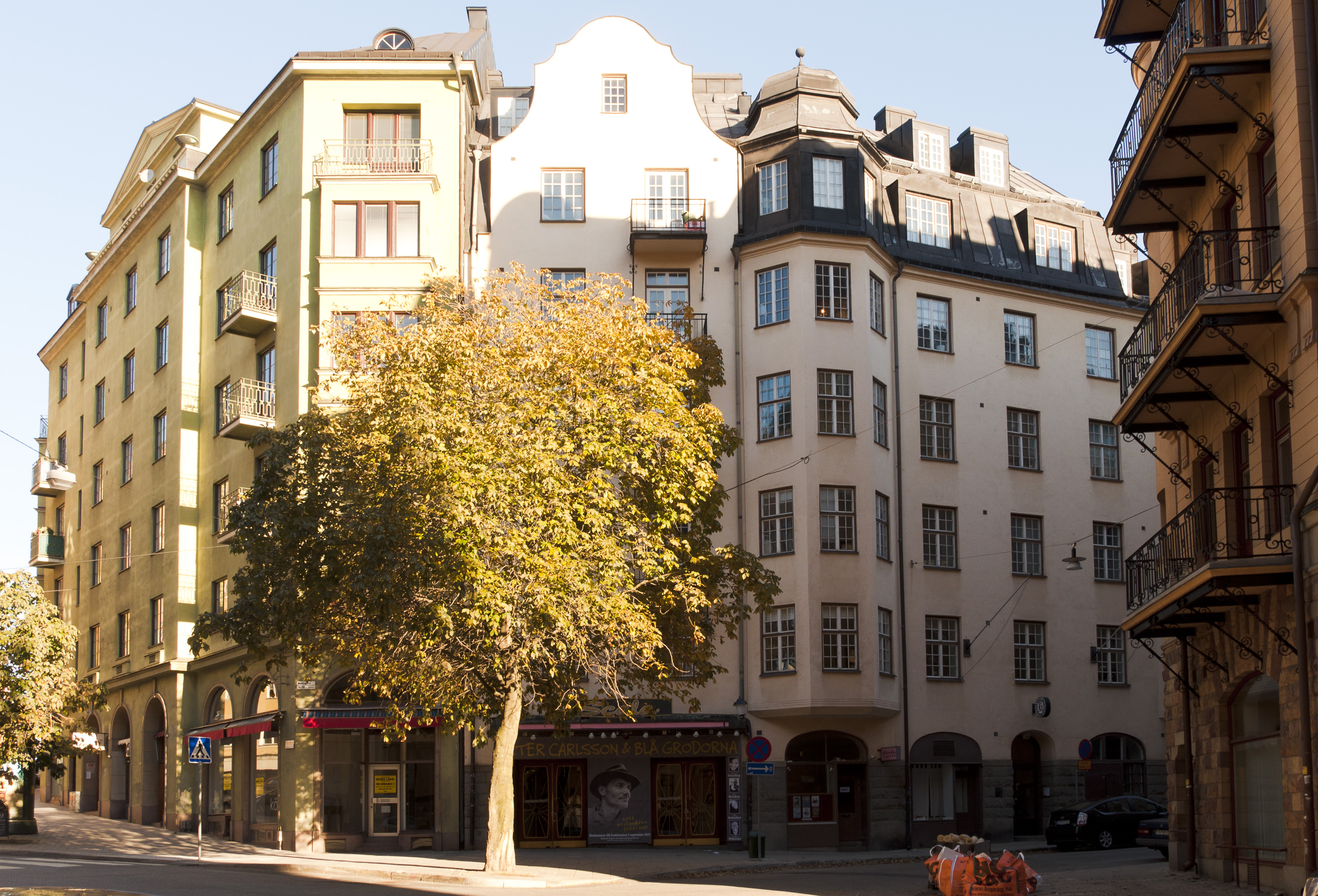
Estniska församlingen i Stockholm är inrymd i Estniska huset på Wallingatan 34.

Sveriges kontrakt, estniska: Rootsi praostkond, är ett kontrakt inom Estniska evangelisk-lutherska kyrkan (EELK), som omfattar församlingarna i Sverige. Kontraktet tillhör administrativt utlandsstiftet inom EELK.
Ingående församlingar är:
- Estniska församlingen i Eskilstuna
- Estniska församlingen i Göteborg och Västsverige
- Estniska församlingen i Norrköping
- Estniska församlingen i Stockholm
- Estniska församlingen i Uppsala

EELK:s verksamhet i Sverige uppstod i samband med att många estniska lutheraner inom det ursprungliga EELK flydde till Sverige på grund av Sovjetunionens ockupation av Estland under andra världskriget. Till de som flydde till Sverige hörde många präster och kyrkans ledare, biskop Johan Kõpp. Församlingarna låg till en början under Svenska kyrkan men kom snart att istället ansluta sig till det exilestniska EELK, med säte i Kanada. Församlingar har tidigare funnits bland annat på Gotland, i Borås, Gävle, Kumla, Sydsverige, Värmland, Örebro och Södertälje. Sedan den exilestniska grenen av EELK återförenats med det under sovjetepoken återgrundade EELK är idag de svenska församlingarna en del av estniska EELK:s utlandsverksamhet.